# Război pe Rama
Război pe Rama (1993) (titlu original Rama Revealed) este un roman science fiction scris de Arthur C. Clarke și Gentry Lee. Este ultima carte din trilogia care continuă romanul lui Clarke Rendez-vous cu Rama și dezvăluie secretele ascunse în spatele enigmaticului vehicul spațial Rama.
Cartea continuă acțiunea exact de unde a fost lăsată în Grădina din Rama și prezintă povestea lui Nicole Wakefield și a evadării ei din închisoare, lăsată în aer de precedentul volum.

## Intriga
Pe măsură ce colonia umană continuă să degenereze în respectarea condițiilor de trai și a drepturilor omului, membri familiei lui Nicole evadează în regiunea denumită „New York”, unde au trăit pe când se aflau la bordul vehiculului Rama II și veniseră în contact cu rasa octopăianjenilor. Aceștia au fost o specie simplă până când au intrat în contact cu o specie extraterestră care le-a schimbat societatea pentru totdeauna. Prin îmbunătățiri genetice, octopăianjenii au devenit vrăjitori biologici și au reușit, în cele din urmă, să creeze o societate utopică.
Sejurul idilic al familiei lui Nicole în Orașul de Smarald al octopăianjenilor se sfârșește când oamenii lui Nakamura descoperă habitatul și declară război. În încercarea de a media conflictul, Richard Wakefield și un octopăianjen sunt uciși, ceea ce va declanșa răzbunarea lui Katie, singura membră a familiei Wakefield rămasă de partea lui Nakamura. Cu prețul vieții, fata îl ucide pe liderul oamenilor, lăsând astfel dezorganizată armata care dorea exterminarea octopăianjenilor. În ultima clipă, inteligența care controlează Rama intervine și, după ce pune toate ființele în stare de animație suspendată, le duce la Baza de Tranzit de lângă Tau Ceti.
Acolo, oamenii sunt împărțiți în două grupuri bazate pe gradul de xenofobie dovedit pe parcursul călătoriei. Ambele grupuri urmează a rămâne la Baza de Tranzit pentru a fi studiate, dar grupul xenofob va fi separat pentru a nu avea contact cu alte inteligențe extraterestre. Pentru cei din celălalt grup, a căror minte este mult mai deschisă, Baza de Tranzit oferă accesul la o imensă bibliotecă în care sunt stocate detalii despre originea și scopul universului, precum și a creatorilor lui Rama.

### Capitolele cărții
- Prolog
- Evadarea
- Conexiunea Curcubeu
- Orașul de Smarald
- Război pe Rama
- Întoarcerea la Baza de Tranzit'

## Lista personajelor
- Nicole des Jardins Wakefield - medic și ofițer biolog în misiunea Newton, fostă atletă de performanță; este pe jumătate negresă Senoufo, viziunile determinând-o să plece în cosmos cu Rama II
- Richard Wakefield - astronom și inginer electronist cu o inteligență ieșită din comun, pasionat de realizarea mini-roboților, soțul lui Nicole des Jardins; este ucis de roboții lui Nakamura pe când încerca să facă pace între oamaeni și octopăianjeni
- Benji O'Toole - fiul cel mare al lui Nicole și Michael, are un ușor retard mental
- Patrick O'Toole - fiul cel mic al lui Nicole și Michael, păstrează cele mai strânse relații cu Katie dintre toți membrii familiei
- Ellie Wakefield - fiica cea mai mică a lui Nicole și Richard, concepută prin inginerie genetică aplicată de octopăianjeni asupra lui Richard în timpul captivității acestuia de doi ani la bordul lui Rama II
- Vulturul - creație artificială cu chip de vultur a ramanilor, gazda pământenilor pe parcursul sejurului lor din Baza de Tranzit
- Eponine - franțuzoaică, fostă deținută de pe Pământ trimisă pentru a face parte din populația de pe Rama; devine profesoara lui Ellie și se îmbolnăvește de o boală a mușchiului cardiac provocată de retrovirusul RV-41
- Kenji Watanabe - japonez dintr-o familie aristocrată, devine unul dintre conducătorii Noului Eden până la asasinarea sa
- Nai Buatong Watanabe - profesoară tailandeză, devine soția decedatului Kenji Watanabe
- Kepler și Galileo - copiii lui Nai și Kenji
- Max Puckett - fermier din Arkansas, devine unul dintre apropiații familiei Wakefield în Noul Eden; devine soțul lui Eponine
- Archie - octopăianjen care îi ajută pe oameni să se integreze în Orașul de Smarald; face parte, alături de Richard, din misiunea de pace trimisă să medieze conflictul oameni-octopăianjeni și este ucis
- Doctorul Blue - cadru medical din rândul octopăianjenilor, care reușește să o vindece pe Eponine de boala de care suferă
- Robert Turner - strălucit medic cardiolog, condamnat pe Pământ pentru uciderea celui care i-a asasinat soția și copiii; pe Noul Eden devine soțul lui Ellie Wakefield
- Katie Wakefield - fiica mijlocie a lui Nicole și Richard, o fire rebelă și nonconformistă; în Noul Eden își părăsește familia și se alătură clanului lui Nakamura, controlând rețeaua de prostituate a acestia

## Opinii critice
Deși s-a regăsit pe lista celor mai bine vândute cărți a celor de la The New York Times, romanul nu s-a bucurat de o primire foarte călduroasă din partea criticii, având parte în general de recenzii nefavorabile. Publishers Weekly se referă la roman ca la o „concluzie dezamăgitoare a seriei” și îi aduce o serie de critici: „Din nefericire, autorii au neglijat dezvoltarea narațiunii în favoarea expunerilor. Evenimentele sunt descrise și expuse filozofic foarte amănunțit, dar acțiunea este livrată la mâna a doua, deoarece personajele își povestesc unul altuia evenimentele în loc să le experimenteze direct. În ciuda unor revelații oarecum surprinzătoare de la sfârșit, povestea este una lentă și prea puțin atractivă.”

## Similitudini cu alte opere ale lui Clarke
Extratereștri care au construit Rama, după cum sunt prezentați la sfârșitul cărții, prezintă o origine similară celor din "Rescue Party" (1946), prima povestire vândută de Clarke (dar nu prima povestire publicată de el). Mai mult, extratereștrii din ambele opere au îndatoriri administrative galactice similare.
Un alt lucru pe care romanul Război pe Rama și povestirea "Rescue Party" îl au în comun este folosirea unui paralizor asupra oamenilor necooperanți de către extratereștri dotați cu tentacule. În "Rescue Party", paralizorul este ultima opțiune în materie de armament și nu este folosit niciodată, în timp ce în roman el este folosit.
Atât vehiculul spațial Rama cât și nava extraterestră din "Rescue Party" au o formă cilindrică și dimensiuni colosale, de câțiva kilometri.